# Mirafra
Mirafra – rodzaj ptaków z rodziny skowronków (Alaudidae).

## Występowanie
Rodzaj obejmuje gatunki występujące w Afryce, na Półwyspie Arabskim, południowej i południowo-wschodniej Azji, Australii i Oceanii (Nowa Gwinea).

## Morfologia
Długość ciała 12–15 cm; masa ciała 15–28 g.

## Systematyka
Rodzaj zdefiniował w 1821 roku amerykański przyrodnik Thomas Horsfield na łamach „Transactions of the Linnean Society of London”. Na gatunek typowy Horsfield wyznaczył (oznaczenie monotypowe) skowrońca śpiewnego (M. javanica).

### Etymologia
Mirafra: Thomas Horsfield nazywając nowe taksony często stosował rodzime nazwy jawajskie, lecz akurat Mirafra nie wydaje się pochodzić z języka jawajskiego. Według Louisa Agassiza mirafra pochodzi z jakiegoś ojczystego języka. Arthur Gotch w 1981 roku sugeruje, że nazwa ta pochodzi od połączenia łacińskich słów: mirus ‘wspaniały’ oraz Afra ‘afrykański’; pierwsza część tej etymologii może być prawidłowa, ale skowroniec śpiewny (który jest gatunkiem typowym) nie występuje w tropikalnej Afryce.

### Podział systematyczny
Do rodzaju należą następujące gatunki:
- Mirafra passerina Gyldenstolpe, 1926 – skowroniec białogardły
- Mirafra pulpa Friedmann, 1930 – skowroniec białowąsy
- Mirafra cordofanica Strickland, 1852 – skowroniec rdzawy
- Mirafra williamsi J.D. Macdonald, 1956 – skowroniec kenijski
- Mirafra albicauda Reichenow, 1891 – skowroniec białosterny
- Mirafra cheniana A. Smith, 1843 – skowroniec białobrody
- Mirafra cantillans Blyth, 1845 – skowroniec zaroślowy
- Mirafra javanica Horsfield, 1821 – skowroniec śpiewny